# マッド・ドッグス (映画)
『マッド・ドッグス』（原題: Mad Dog Time、またはTrigger Happy）は、1996年製作のアメリカ合衆国の犯罪映画。

## あらすじ
かつて「マッド・ドッグス」の異名で名を馳せたギャングの大ボス、ヴィックが精神病院から退院することになった。退院したヴィックは、自分の縄張りが荒れていることに腹を立て、縄張りを任せていた部下たちを次々と殺害していく。そんな中、ヴィックの側近であるミッキーは、ヴィックのいない間に彼の愛人に手を出していたことがあり、それが判明したら自分も殺されると考え、組織からの脱却を試みる。

## キャスト
- ミッキー：ジェフ・ゴールドブラム（大塚芳忠）
- ヴィック：リチャード・ドレイファス（山野史人）
- ベン：ガブリエル・バーン（山路和弘）
- リタ：エレン・バーキン
- グレース：ダイアン・レイン
- ジュールス：グレゴリー・ハインズ
- ジェイク：カイル・マクラクラン（家中宏）
- ジャッキー：バート・レイノルズ（大山高男）
- ニコラス：ラリー・ビショップ（有本欽隆）
- スリーピー・ジョー：ヘンリー・シルヴァ
- レッド：マイケル・J・ポラード（茶風林）
- フェイク・ファルコ：クリストファー・ジョーンズ
- リー：ビリー・アイドル（茶風林）
- ガブリエラ：アンジー・エバーハート
- ウェルズ：ビリー・ドラゴ（茶風林）
- ダニー：ポール・アンカ
- アルバート：ロブ・ライナー
- ゴットリーブ：ジョーイ・ビショップ
- ジミー・ザ・グレイブディガー：リチャード・プライアー（茶風林）